# M58 MICLIC

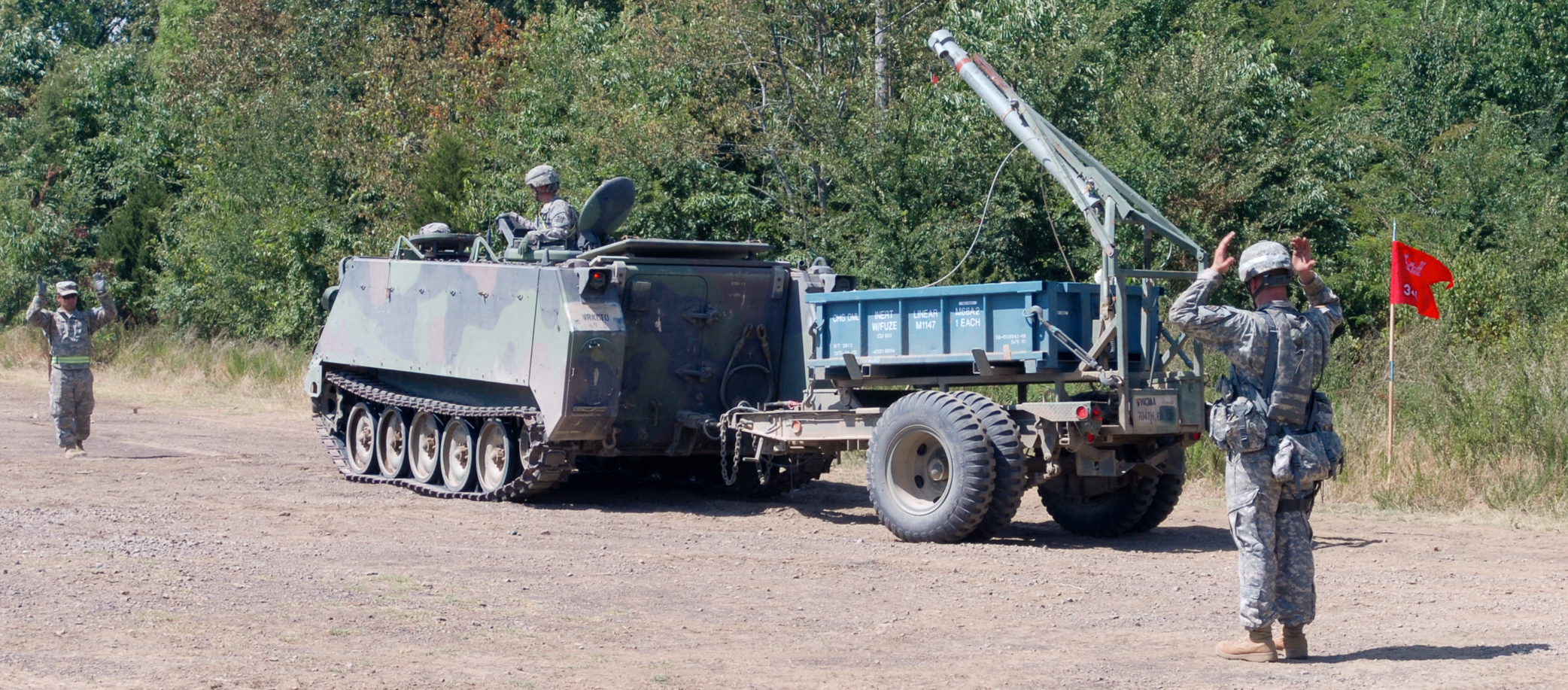
Des soldats guident un M113 sur le champ de tir pour lancer la ligne de déminage M58 (MICLIC) à Fort Chaffee, Arkankas, 19 juillet 2011.

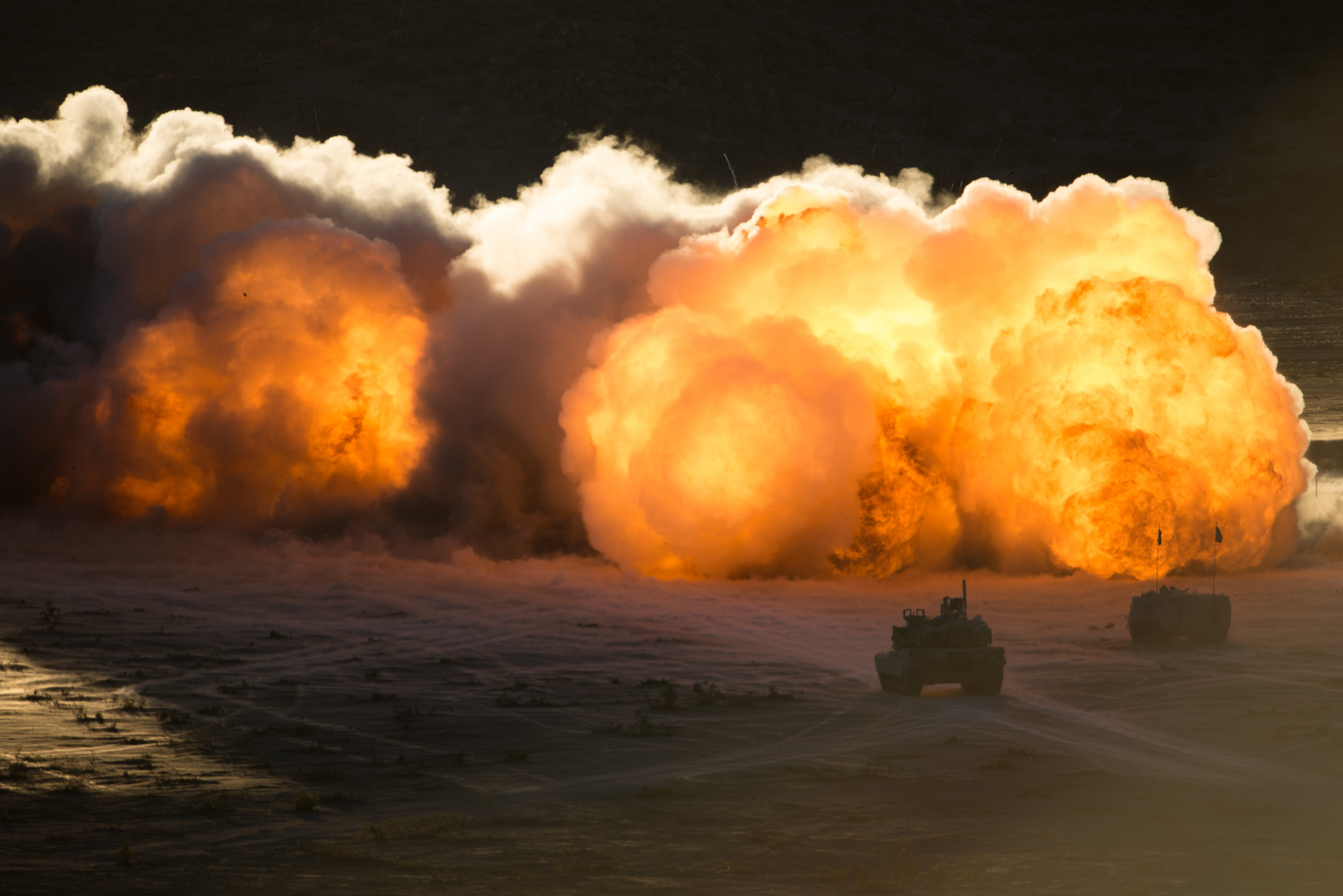
Les soldats de la Garde nationale de l'Arkansas font exploser une charge de ligne de déminage M58 (MICLIC) au National Training Center (NTC), Fort Irwin, Californie, le 16 août 2015.

La ligne de déminage M58 (MICLIC) (Mine Clearing Line Charge) est un système de déminage qui tire des lignes de charges explosives à l'aide de fusée, permettant de créer une brèche dans un champ de mines en les faisant exploser.
Ce système fournit une capacité de déminage « rapproché » aux forces de manœuvre de l'armée et du corps des marines des États-Unis. Le MICLIC est entré en service pour la première fois en 1988. Il est efficace contre les mines terrestres à fusée conventionnelles et, lorsque la ligne de charges explosive explose, elle dégage un espace de 8 mètres sur 100 mètres,.
Le système MICLIC se compose d'une remorque M353 3½ tonnes (3 175 kg) ou M200A1 2½ tonnes (2 268 kg) (ou remorque à chenilles M200), un ensemble lanceur, un kit de tir M147, une ligne de charges explosives M58A3 et une fusée MK22 Mod 4 de 5 pouces (127 mm). La ligne de charges explosives fait 107 mètres de long et contient 7,44 kg de C-4 par mètre. Dans le cas où un MICLIC ne parvient pas à exploser normalement, il peut être mis à feu manuellement par des détonateurs temporisés toutes les trentaines de centimètres sur sa longueur. Le kit de tir M147 peut également être utilisé à partir d'autres véhicules du génie de combat, à savoir le M60 AVLB et le M1150 Assault Breacher Vehicle.
Il est fourni aux forces armées ukrainiennes à la suite de l'invasion de l'Ukraine par la Russie après une aide annoncée par le département de la défense des États-Unis le 15 septembre 2022.